# Slowenische U20-Eishockeynationalmannschaft
Die slowenische U20-Eishockeynationalmannschaft vertritt den Eishockeyverband Sloweniens im Eishockey in der U20-Junioren-Leistungsstufe bei internationalen Wettbewerben. Ihre bisher beste Platzierungen waren zweite Plätze bei mehreren Turnieren der Division I. Seit 2016 spielt die Mannschaft in der B-Gruppe der Division I.

## Geschichte

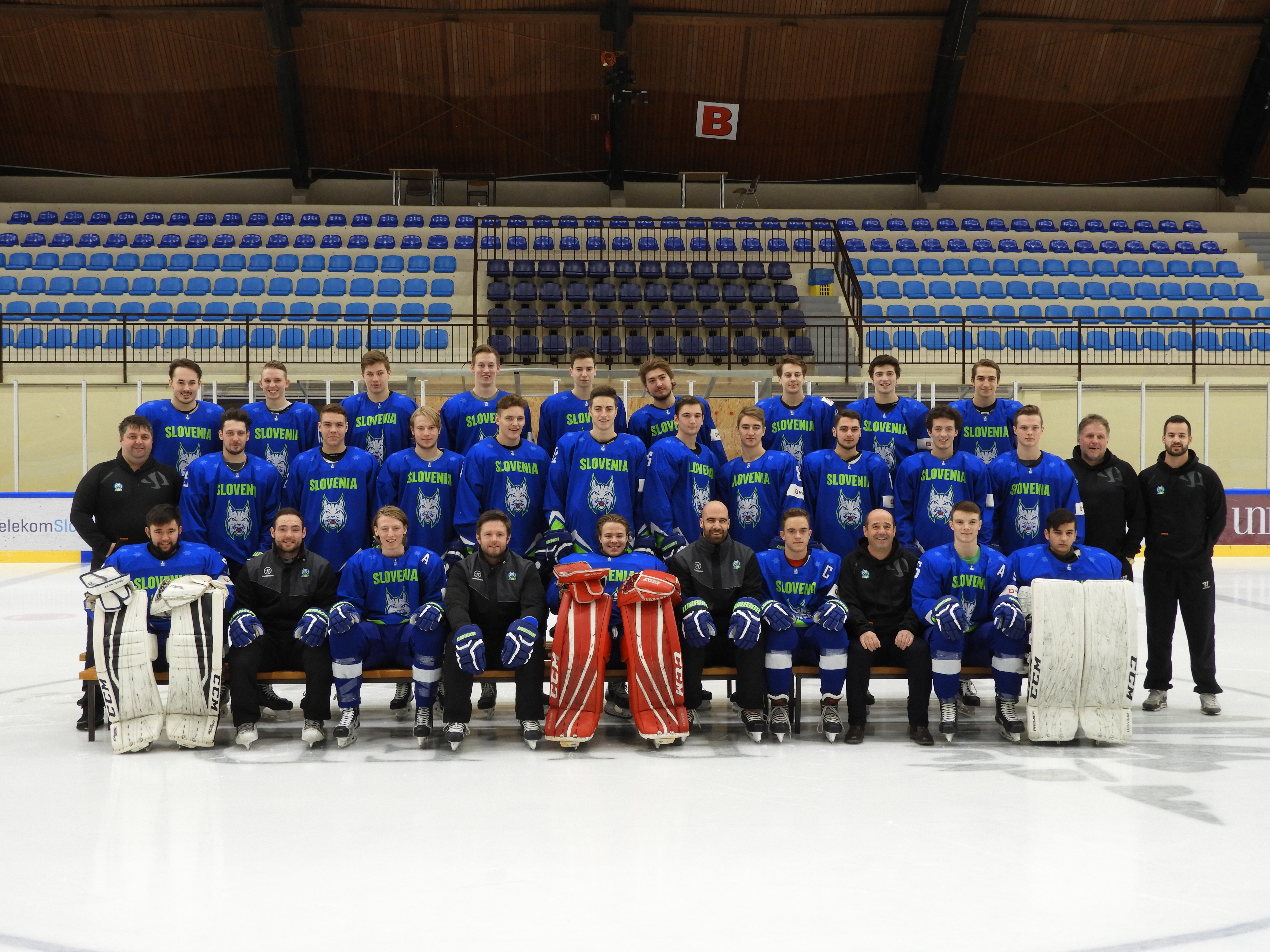
Kader der U20-Nationalmannschaft im Dezember 2017.

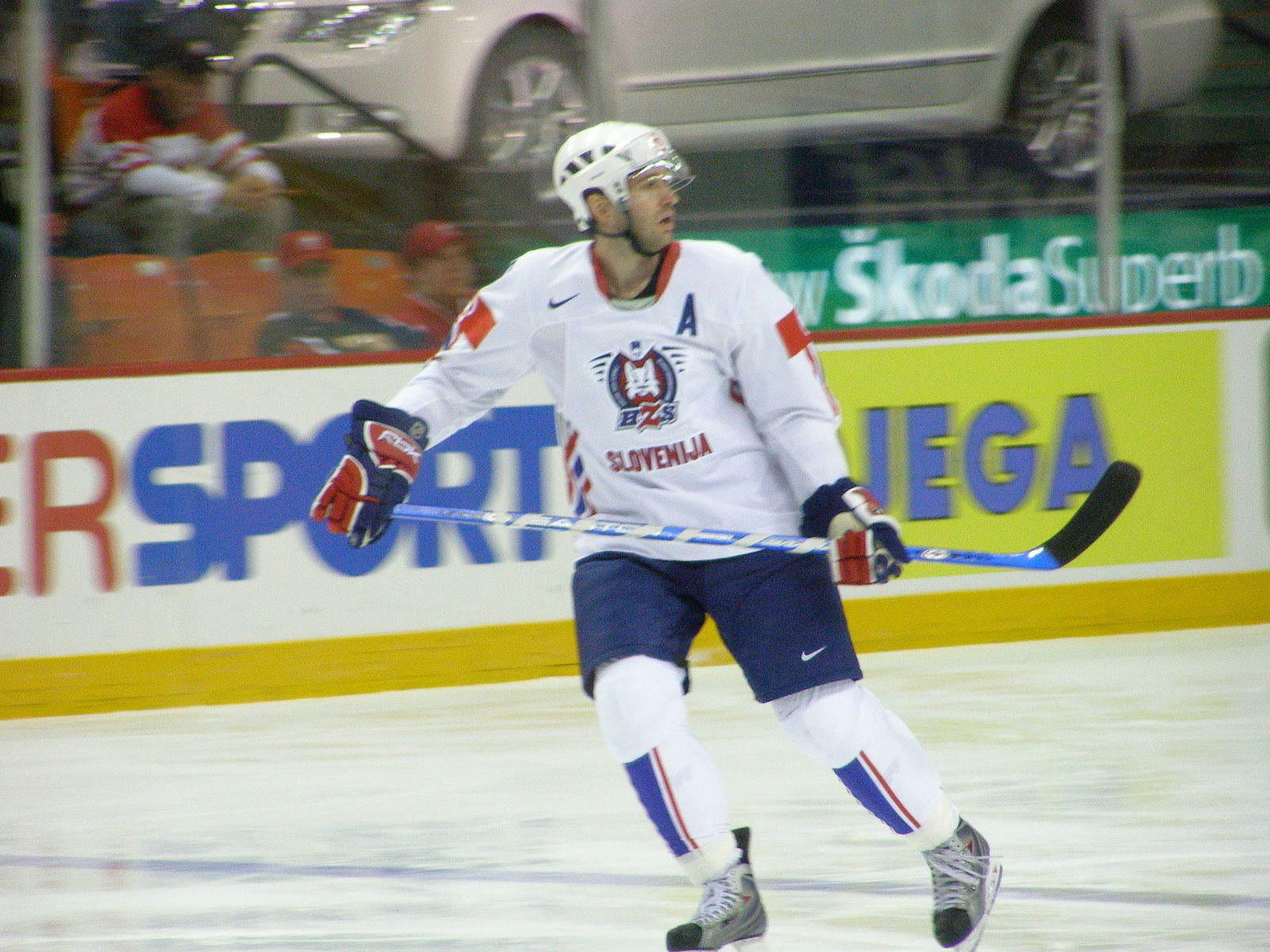
Tomaž Razingar, hier bei der Herren-WM 2008 in Kanada, ist bis heute Rekordspieler und -torschütze des slowenischen Nachwuchses.

Das aus der ehemaligen jugoslawischen Auswahl hervorgegangene Team nimmt seit 1993 an Eishockeyweltmeisterschaften teil. Bis einschließlich 1998 deckte die U20-Nationalmannschaft den kompletten Juniorenbereich bei den Weltmeisterschaften ab, während die U19-Nationalmannschaft an den Junioren-Europameisterschaften teilnahm. Seit der Einführung der U18-Weltmeisterschaften 1999 vertritt die U20-Nationalmannschaft Sloweniens bei Weltmeisterschaften ausschließlich die Leistungsstufe der U20-Junioren.
Bei der Juniorenweltmeisterschaft 1995 gelang erstmals der Aufstieg in die C-Gruppe der Weltmeisterschaften. Nach der Umstellung auf das heutige Divisionensystem folgte dann 2001 der Sprung in die Division I, wo das Team vom Balkan seither spielt. Bei den Titelkämpfen 2003 konnten die Slowenen mit Platz zwei beim Turnier im heimischen Bled ihr bisher bestes Ergebnis in der Division I feiern. Ein Erfolg, den sie zwei Jahre später im estnischen Narva sowie 2011 erneut in Bled wiederholen konnten.

## WM-Platzierungen
- 1993 – Quali zur C-WM, 2. Platz
- 1994 – Quali zur C-WM, 5. Platz
- 1995 – C2-WM, 2. Platz
- 1996 – C-WM, 2. Platz
- 1997 – C-WM, 2. Platz
- 1998 – C-WM, 3. Platz
- 1999 – C-WM, 3. Platz
- 2000 – C-WM, 2. Platz
- 2001 – Div. II, 1. Platz
- 2002 – Div. I, 6. Platz
- 2003 – Div. I, 2. Platz
- 2004 – Div. I, 3. Platz
- 2005 – Div. I, 2. Platz
- 2006 – Div. I, 3. Platz
- 2007 – Div. I, 5. Platz
- 2008 – Div. I, 3. Platz
- 2009 – Div. I, 4. Platz
- 2010 – Div. I, 3. Platz
- 2011 – Div. I, 2. Platz
- 2012 – Div. IA, 4. Platz
- 2013 – Div. IA, 4. Platz
- 2014 – Div. IA, 5. Platz
- 2015 – Div. IA, 6. Platz
- 2016 – Div. IB, 5. Platz
- 2017 – Div. IB, 3. Platz
- 2018 – Div. IB, 3. Platz
- 2019 – Div. IB, 1. Platz
- 2020 – Div. IA, 6. Platz
- 2021 – keine Austragung
- 2022 – Div. IB, 2. Platz
- 2023 – Div. IA, 6. Platz
- 2024 – Div. IB, 1. Platz